# هنري لوبيغ
هنري لوبيغ (28 يونيو 1875 -و 26 يوليو 1941 ) بالإنجليزية (Henri Lebesgue) عالم رياضيات فرنسي ولد في بمدينة بوفي الفرنسية. اشتهر بسبب نظريته في التكامل ،
توفي والده وهو صغير السن، عانى من حالة صحية سيئة طوال حياته. وبعد وفاة والده عملت والدته بلا كلل من أجل تقديم الدعم له. وكان الطالب بارعا في المدرسة الابتدائية ، ودرس بعد ذلك في مدرسة الأساتذة العليا.تزوج شقيقة أحد زملائه، ورزق من زوجته بطفلين : سوزان وجاك .

## ملخص انجازاته
بدأ لوبيغ دراسته في مدرسة بوفه، انتقل بعدها إلى باريس، ودرس في معهد سان لويس (Saint Louis)، ثمّ في معهد لوي الكبير ؛ ليدخل أخيراً عام 1894 المعهد العالي في باريس، والذي حصل منه على شهادة أهلية التعليم في الرياضيات عام 1894.
علّم سنوات عدة في الصفوف التحضيرية في نانسي ، وفي الوقت نفسه كان يحضّر أطروحة الدكتوراه، حيث قرأ أبحاث ريير عن الدوال غير المستمرة، وأدرك أنه يمكن تحقيق أكثر مما وصل إليه ريير.
دافع لوبيغ عن أطروحته المُعَنْوَنَة بـ«التكامل، الطول والمساحة» في السوربون عام 1902. وكانت مؤلفة من 130 صفحة حول تعميم لنظرية التكامل المحدد (تكامل ريمان). وكانت هذه نظرية تكامل جديد دعي منذ ذلك الوقت بتكامل لوبيغ. أحدث هذا التعميم لمفهوم تكامل ريمان تغييراً كلياً في الحساب التكاملي، فقد كان التحليل الرياضي مقتصراً - حتى نهاية القرن التاسع عشر - على الدوال المستمرة ومعتمداً على طريقة ريمان في التكامل. يعد إسهام لوبيغ أحد إنجازات التحليل الحديث حيث يبسط على نحو كبير دراسة المتسلسلات المثلثية وعلى نحو أعمّ تحليل فورييه.

## محطات في مشواره
- عيّن محاضراً في الرياضيات عام 1902 في كلية العلوم في رين ، وبقي فيها حتى عام 1906.
- عيّن عام 1906 في كليّة العلوم في بواتيه ، وفي العام التالي سمي أستاذاً للميكانيك هناك.
- في عام 1910 عيّن في جامعة السوربون محاضراً في التحليل الرياضي.
- حصل على جائزة في الرياضيات عام 1917.
- رُقّي عام 1918 إلى مرتبة أستاذ في تطبيق الهندسة على التحليل الرياضي .
- في عام 1921 سُمي أستاذاً في الرياضيات في كليّة فرنسا Collège de France.
- وفي عام 1922 انتخب عضواً في أكاديمية العلوم الفرنسية Académie des Sciences
- في عام 1924 انتخب عضو شرف في جمعية رياضيات لندن London Mathematical Society
- وفي عام 1930 عضواً أجنبياً في الجمعية الملكية بلندن Royal Society of London.

## روابط خارجية
- هنري لوبيغ على موقع الموسوعة البريطانية (الإنجليزية)